# Joan Margarit

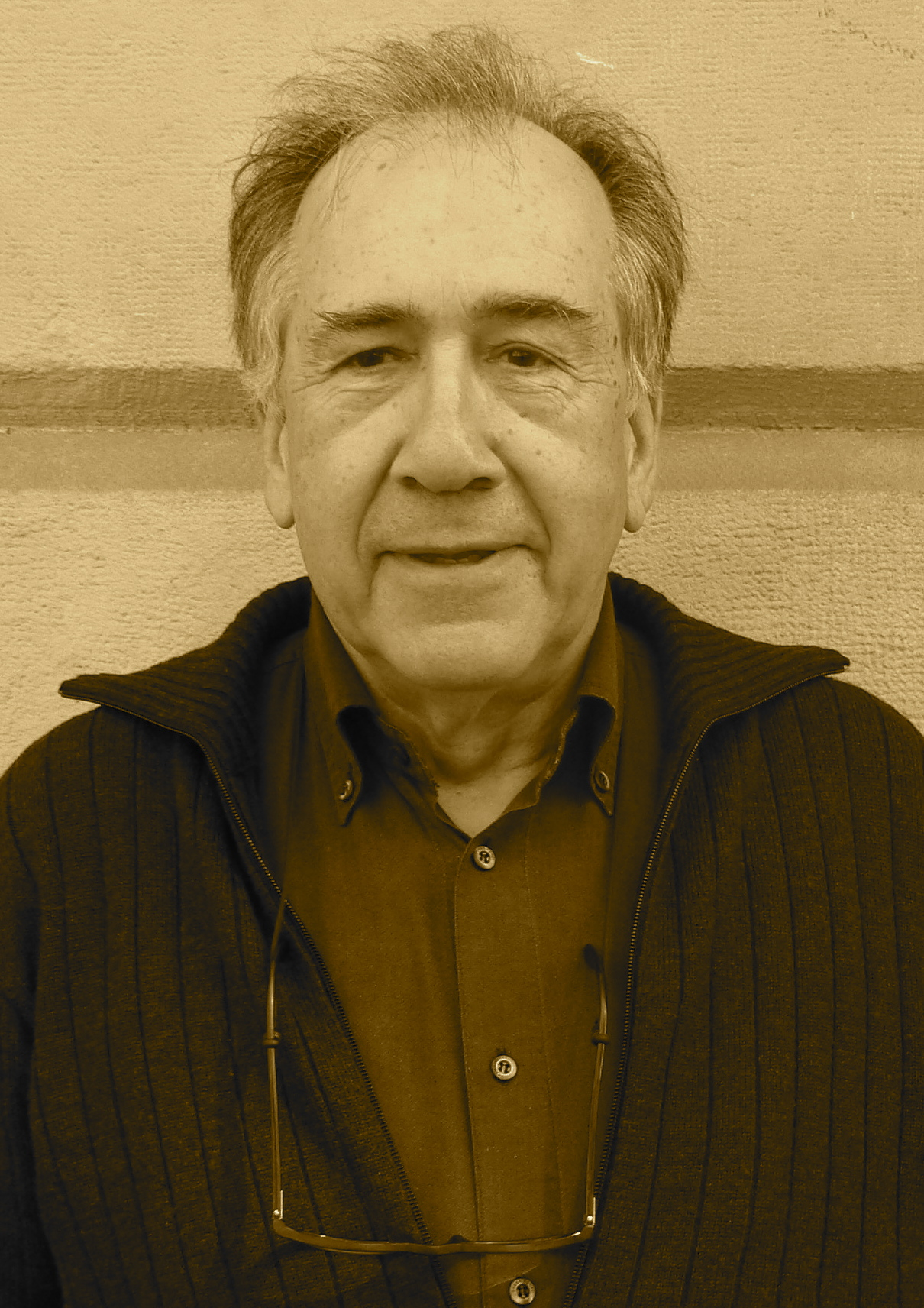
Joan Margarit (2009)

Joan Margarit i Consarnau (* 11. Mai 1938 in Sanaüja; † 16. Februar 2021 in Sant Just Desvern) war ein spanisch-katalanischer Architekt und Lyriker. Für seine Werke wurde er vielfach ausgezeichnet, darunter 2019 mit dem Cervantespreis, dem wichtigsten Preis für Literatur in spanischer Sprache.

## Leben

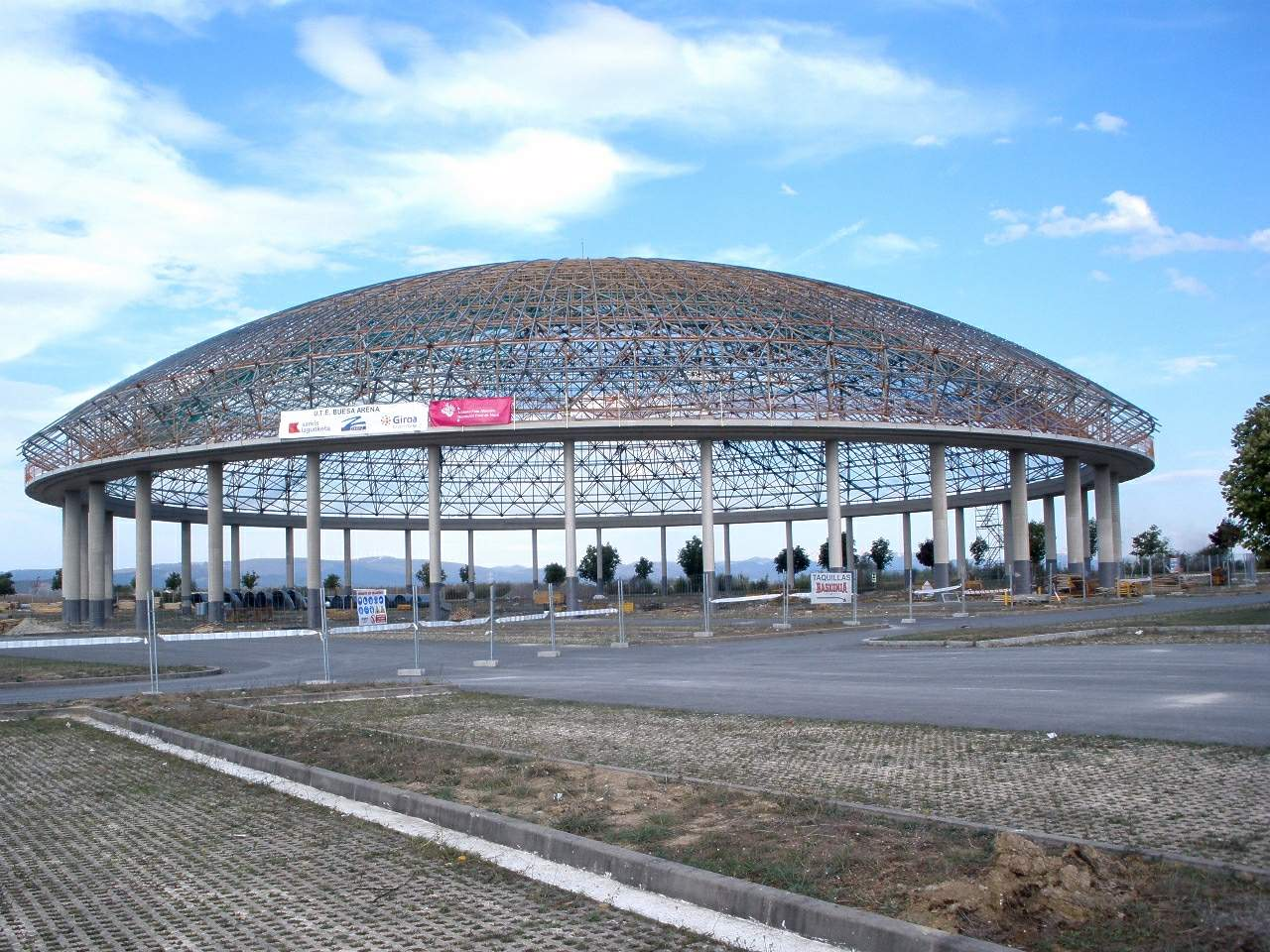
Die von Joan Margarit und Carles Buxade entworfene Metallkuppel der Fernando Buesa Arena nach ihrer Demontage (2014)

Margarit, Sohn eines Architekten und einer Lehrerin, studierte von 1954 bis 1961 Architektur an der Escola Tècnica Superior d’Arquitectura de Barcelona (ETSAB) der Universitat Politècnica de Catalunya (UPC). Seit 1964 war er als Architekt tätig und wurde Mitglied der Collegi d’Arquitectes de Catalunya (COAC). 1968 wurde er in Architektur promoviert (Magna cum laude). Von 1970 bis 1998 lehrte er als Professor für Tragwerkslehre an der Escola Tècnica Superior d’Arquitectura de Barcelona (ETSAB). Seit 2003 war er Mitglied der britischen Royal Academy of Engineering und seit 2004 der Association for Consultancy and Engineering (ACE). 1970 er mit Carles Buxadé das Büro 2BMFG mit Sitz in Barcelona.
Margarit erlag im Februar 2021 im Alter von 82 Jahren in seinem Haus bei Barcelona den Folgen einer Krebserkrankung.

## Architektonisches Wirken
Mit seinem Partner Carles Buxadé wirkte er an der Sanierung der Christopher-Columbus-Säule der Weltausstellung in Barcelona 1888 mit. Er war am Bau des Olympiastadions in Barcelona, am Weiterbau der Sagrada Família sowie am Bau des Dorfs der Autonomen Universität Barcelona beteiligt wie auch an der Einrichtung des Fabrikgebäudes der Textilfabrik Vapor Aymerich, Amat i Jover in Terrassa als Nationalmuseum für Wissenschaft und Industrie Kataloniens.
Als eines seiner wichtigsten Werke betrachtete Margarit eine metallene Kuppel, die er ab 1974 gemeinsam mit Buxade für den Landwirtschafts- und Viehmarkt von Vitoria entworfen hatte. Das Projekt wurde in den 1980er-Jahren unter Beteiligung Margarits und Buxades zu einer Mehrzwecksporthalle weiterentwickelt. Im Zuge des Umbaus und der Erweiterung der Halle im Jahr 2011 wurde die seinerzeit preisgekrönte Kuppel entfernt und auf dem Parkplatz der Halle aufgestellt.

## Literarisches Wirken
Margarit veröffentlichte 1963 und 1965 zunächst Lyrik auf Spanisch. Nach einer Pause von zehn Jahren erschien 1975 der Band Cronica. Ab 1980 veröffentlichte er auf Katalanisch und gleichzeitig eigene spanische Übersetzungen seiner Werke. Er fand Anerkennung als einer der wichtigsten katalanischen bzw. spanischen Schriftsteller. Unter anderem erhielt er 2008 für seinen Band Casa de Misericòrdia den spanischen Premio Nacional de Poesía sowie den katalanischen Premi Nacional de Literatura de la Generalitat de Catalunya. 2013 wurde er für sein Gesamtwerk mit dem Premio de Poesía "Poetas del Mundo Latino Víctor Sandoval" ausgezeichnet. 2019 erhielt er den Reina Sofía-Preis für iberoamerikanische Poesie sowie den Cervantespreis, den wichtigsten Literaturpreis der spanischsprachigen Welt.
In seinen Gedichten, die er gerne von Jazzmusik begleitet vortrug, verarbeitete Margarit unter anderem Autobiographisches wie den Tod zweier seiner Töchter. Andere Gedichte waren von Architektur und architektonischen Prinzipien inspiriert, wie in dem Band Càlcul d’estructures.

«La arquitectura es, fundamentalmente, el arte de la distribución de los pesos. La poesía también lo es, aunque metafóricamente.  … La poesía y la arquitectura tienen un punto de confluencia que es su carácter abstracto. La palabra es abstracta. Casi no es nada: un sonido, unas líneas en un papel. El espacio también es abstracto. En principio, no es nada tampoco, pero de pronto ambos se cierran como un buen poema o una catedral.»

„Architektur ist eigentlich die Kunst, die Gewichte richtig zu verteilen. Poesie ist nichts anderes, wenn auch in einem metaphorischen Sinne. … Poesie und Architektur fließen an einem Punkt zusammen, nämlich in ihrem abstrakten Charakter. Das Wort ist abstrakt. Es ist fast nichts: Ein Klang, einige Zeilen auf Papier. Auch Raum ist abstrakt. Er ist im Prinzip ebenfalls nichts, aber plötzlich finden beide zueinander wie ein gutes Gedicht oder eine Kathedrale.“

Als großen Einfluss benannte Margarit in seinem Essayband Noves cartes a un jove poeta (2009) Rainer Maria Rilke. Er selbst übersetzte neben Gedichten Rilkes auch Lyrik von Thomas Hardy, Elizabeth Bishop, Ronald Stuart Thomas und Sharon Olds.

## Schriften
auf Katalanisch:
- Poesia 1975–1995. Col. Óssa Menor Sèrie Gran, Enciclopèdia Catalana, 2004, enthaltend:
  - Crònica (1975)
  - L’ordre del temps (poesia 1980–1984), 1984.
  - Llum de pluja (1986)
  - Edat roja (1991)
  - Els motius del llop (1993)
  - Aiguaforts (1995)
- Estació de França (Hiperion, Madrid, 1999)
- Joana (Col. Óssa Menor, Enciclopèdia Catalana, Barcelona 2002, 2008 ed. amb CD)
- Càlcul d’estructures (Col. Óssa Menor, Enciclopèdia Catalana, Barcelona 2005)
- Casa de Misericòrdia (Col. Óssa Menor, Proa, Barcelona 2007)
- Misteriosament feliç (Col. Óssa Menor, Proa, Barcelona 2008)
- Noves cartes a un jove poeta (Col. Óssa Menor, Proa, Barcelona 2009)
- No era lluny ni difícil (Col. Óssa Menor, Proa, Barcelona 2010)
- Es perd el senyal (Col. Óssa Menor, Proa, Barcelona 2012)
- Tots els poemes (1975–2017) (880 pp., Edicions 62, Col.lecció La Butxaca, 2018)
- Des d’on tornar a estimar (Col. Óssa Menor, Proa, Barcelona, 2015)
- Un hivern fascinant (Col. Óssa Menor, Proa, Barcelona, 2017)

in deutscher Übersetzung:
- Joana und andere Gedichte. Aus dem Katalanischen von Juana und Tobias Burghardt. Edition Delta, Stuttgart 2007. ISBN 978-3-927648-18-0